# جبل جهل مقام
جبل جهل مقام (بالفارسية: کوه چهل‌مقام). أحد الجبال التابعة لسلسلة جبال زاغروس. ويقع في الشمال الشرقي لمدينة شيراز في محافظة فارس في إيران.